# ヴァルプルガ (小惑星)
ヴァルプルガ (256 Walpurga) は、小惑星帯に位置する大きな小惑星の一つ。一部の研究者はヴァルプルガないしロミアに代表される小規模な小惑星族があると考えている。
1886年4月3日にオーストリアの天文学者、ヨハン・パリサがウィーンで発見し、聖ヴァルプルガにちなんで命名した。